# Антисрпске демонстрације у Загребу 1902.
Антисрпске демонстрације у Загребу 1902. биле су демонстрације у којима су од 31. августа до 3. септембра 1902. године уништене српске радње у Загребу. Предводник им је био Јосип Франк.

## Историја
Студент права Иве Елиговић бацио је камен на Српску банку, и онда је дошло до сукоба између њега и полицајца који се ту затекао. Маса људи је стала у заштиту студента и кренула камењем да гађа Српску банку, потом Српску штампарију и уредништво Србобрана. Полиција је реаговала, али је око пет поподне маса спалила уредништво Србобрана. Полиција је још јаче реаговала што је додатно иритирало масу која је почела да разбија српске куће и трговине. Војска са маневара је стигла 1. септембра, и до 3. септембра насилне демонстрације су престале. Преки суд је успостављен 3. септембра 1902. године што је знатно утицало да се маса смири.
Сматра се да је било око 20 000 демонстраната од којих је 103 осуђено. Укупна штета је према аустроугарским властима износила 50 286 круна.